# Diocesi di Jammu-Srinagar
La diocesi di Jammu-Srinagar (in latino Dioecesis Iammuensis-Srinagarensis) è una sede della Chiesa cattolica in India suffraganea dell'arcidiocesi di Delhi. Nel 2021 contava 8.046 battezzati su 13.665.590 abitanti. È retta dal vescovo Ivan Pereira.

## Territorio
La diocesi comprende i territori di Jammu e Kashmir e Ladakh nel nord dell'India.
Sede vescovile è la città di Jammu Cantonment, dove si trova la cattedrale di Santa Maria. A Srinagar sorge l'ex cattedrale della Sacra Famiglia.
Il territorio si estende su 222.236 km² ed è suddiviso in 42 parrocchie.

## Storia
La prefettura apostolica di Kashmir e Jammu fu eretta il 17 gennaio 1952 con la bolla Aptiori christifidelium di papa Pio XII, ricavandone il territorio dalle diocesi di Rawalpindi (oggi diocesi di Islamabad-Rawalpindi) e di Lahore (oggi arcidiocesi).
Il 4 maggio 1968 assunse la denominazione di prefettura apostolica di Jammu e Kashmir.
Il 10 marzo 1986 in forza della bolla Qui Sanctissimi Numinis di papa Giovanni Paolo II la prefettura apostolica è stata elevata al rango di diocesi e ha assunto il nome attuale. Nello stesso anno la cattedrale è stata trasferita dalla chiesa della Sacra Famiglia di Srinagar alla chiesa di Santa Maria di Jammu. Allo stesso modo anche la residenza vescovile è stata traslata da Srinagar a Jammu.

## Cronotassi dei vescovi
Si omettono i periodi di sede vacante non superiori ai 2 anni o non storicamente accertati.
- George Shanks, M.H.M. † (30 maggio 1952 - 13 dicembre 1962 deceduto)
- John Boerkamp, M.H.M. † (10 luglio 1963 - 1978 dimesso)
- Hippolytus Anthony Kunnunkal, O.F.M.Cap. † (11 novembre 1978 - 3 aprile 1998 ritirato)
- Peter Celestine Elampassery, O.F.M.Cap. † (3 aprile 1998 - 3 dicembre 2014 ritirato)
- Ivan Pereira, dal 3 dicembre 2014

## Statistiche
La diocesi nel 2021 su una popolazione di 13.665.590 persone contava 8.046 battezzati, corrispondenti allo 0,1% del totale.
| anno | popolazione | popolazione | popolazione | presbiteri | presbiteri | presbiteri | presbiteri                | diaconi | religiosi | religiosi | parrocchie |
| anno | battezzati  | totale      | %           | numero     | secolari   | regolari   | battezzati per presbitero | diaconi | uomini    | donne     | parrocchie |
| ---- | ----------- | ----------- | ----------- | ---------- | ---------- | ---------- | ------------------------- | ------- | --------- | --------- | ---------- |
| 1970 | 2.450       | 3.560.976   | 0,1         | 10         |            | 10         | 245                       |         | 10        | 42        |            |
| 1980 | 2.274       | 5.027.000   | 0,0         | 15         | 2          | 13         | 151                       |         | 14        | 55        |            |
| 1990 | 5.600       | 6.363.500   | 0,1         | 22         | 5          | 17         | 254                       |         | 21        | 108       | 29         |
| 1999 | 14.600      | 9.200.000   | 0,2         | 47         | 19         | 28         | 310                       | 1       | 32        | 182       | 29         |
| 2000 | 15.021      | 9.200.000   | 0,2         | 44         | 21         | 23         | 341                       | 1       | 27        | 174       | 29         |
| 2001 | 15.200      | 9.300.000   | 0,2         | 51         | 23         | 28         | 298                       | 1       | 32        | 182       | 34         |
| 2002 | 15.454      | 9.400.000   | 0,2         | 44         | 24         | 20         | 351                       | 1       | 20        | 198       | 38         |
| 2003 | 15.875      | 10.069.917  | 0,2         | 45         | 25         | 20         | 352                       | 1       | 20        | 200       | 38         |
| 2004 | 16.000      | 10.075.000  | 0,2         | 48         | 28         | 20         | 333                       | 1       | 20        | 180       | 38         |
| 2006 | 16.260      | 10.130.000  | 0,2         | 43         | 30         | 13         | 378                       | 1       | 13        | 185       | 28         |
| 2013 | 18.161      | 13.849.892  | 0,1         | 61         | 42         | 19         | 297                       | 1       | 19        | 195       | 42         |
| 2016 | 6.500       | 12.548.926  | 0,1         | 56         | 38         | 18         | 116                       |         | 18        | 193       | 42         |
| 2019 | 7.950       | 13.384.000  | 0,1         | 65         | 43         | 22         | 122                       |         | 22        | 203       | 42         |
| 2021 | 8.046       | 13.665.590  | 0,1         | 76         | 53         | 23         | 105                       |         | 23        | 208       | 42         |